# Ягелло, Филип
Филип Войцех Ягелло (пол. Filip Wojciech Jagiełło; род. 8 августа 1997, Любин, Нижнесилезское воеводство) — польский Футболист, центральный полузащитник клуба «Специя».

## Карьера
Филип начал свою карьеру в клубе «Заглембе» своего родного города Любин. Когда он был подростком им интересовались клубы «Ювентус» и «Аякс».
Ягелло дебютировал за основной состав «Заглембе» 15 декабря 2013 года против «Руха».
31 января 2019 года Ягелло подписал контракт на 4,5 лет с клубом Серии А «Дженоа», но вернулся в любинский клуб до конца сезона 2018/19 на правах аренды.
5 октября 2020 года поляк на правах аренды перешёл в клуб Серии B «Брешиа» на сезон 2020/21. Но 9 августа 2021 года Ягелло был снова отдан в аренду в «Брешию» на сезон 2021/22.
17 января 2024 года Ягелло перешёл на правах аренды в клуб Серии B «Специя».

## Международная карьера
27 марта 2018 года футболист дебютировал за сборную Польши до 21 года, но в 2019 покинул команду. Также до этой команды игрок успел побывать в сборных Польши до 20, 18, 17, 16 и 15 лет.

## Достижения
«Заглембе (Любин)»
- Первая лига: 2014/15[10]